# Eglsee (Waldmünchen)
Eglsee ist ein Ortsteil der Stadt Waldmünchen im Landkreis Cham des Regierungsbezirks Oberpfalz im Freistaat Bayern.

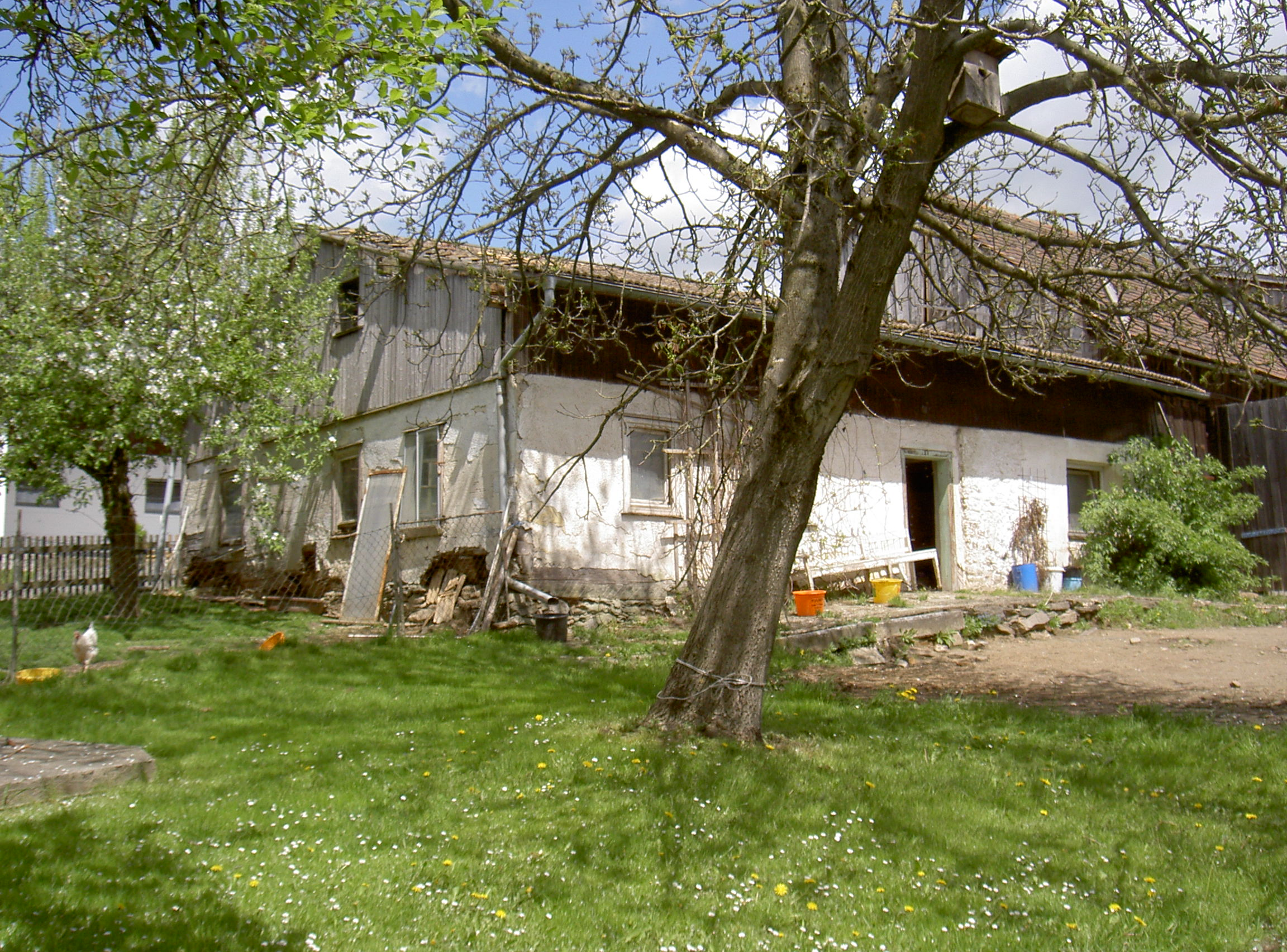
Denkmalgeschütztes Waldlerhaus in Eglsee

## Geografie
Eglsee liegt auf dem Westhang des 671 Meter hohen Spielberges. Nordwestlich von Eglsee fließt der Biberbach in Richtung Süden der Böhmischen Schwarzach zu. An einem seiner Zuflüsse, dem Mühlbach, liegt 1 Kilometer westlich von Eglsee die Eglseer Mühle.
Eglsee liegt 830 Meter nordöstlich der Staatsstraße 2154, 1,5 Kilometer südwestlich der tschechischen Grenze und 6 Kilometer nordwestlich von Waldmünchen.
Zu Eglsee gehören neben dem eigentlichen Weiler Eglsee noch mehrere Weiler und Einöden, darunter Gagelwirt, Egelseer Mühle und Steffelhof. Sie sind keine benannten Ortsteile von Waldmünchen. Steffelhof war bis zur Eingliederung der Gemeinde Eglsee in die Gemeinde Spielberg im Jahr 1830 ein benannter Ortsteil der Gemeinde Eglsee.

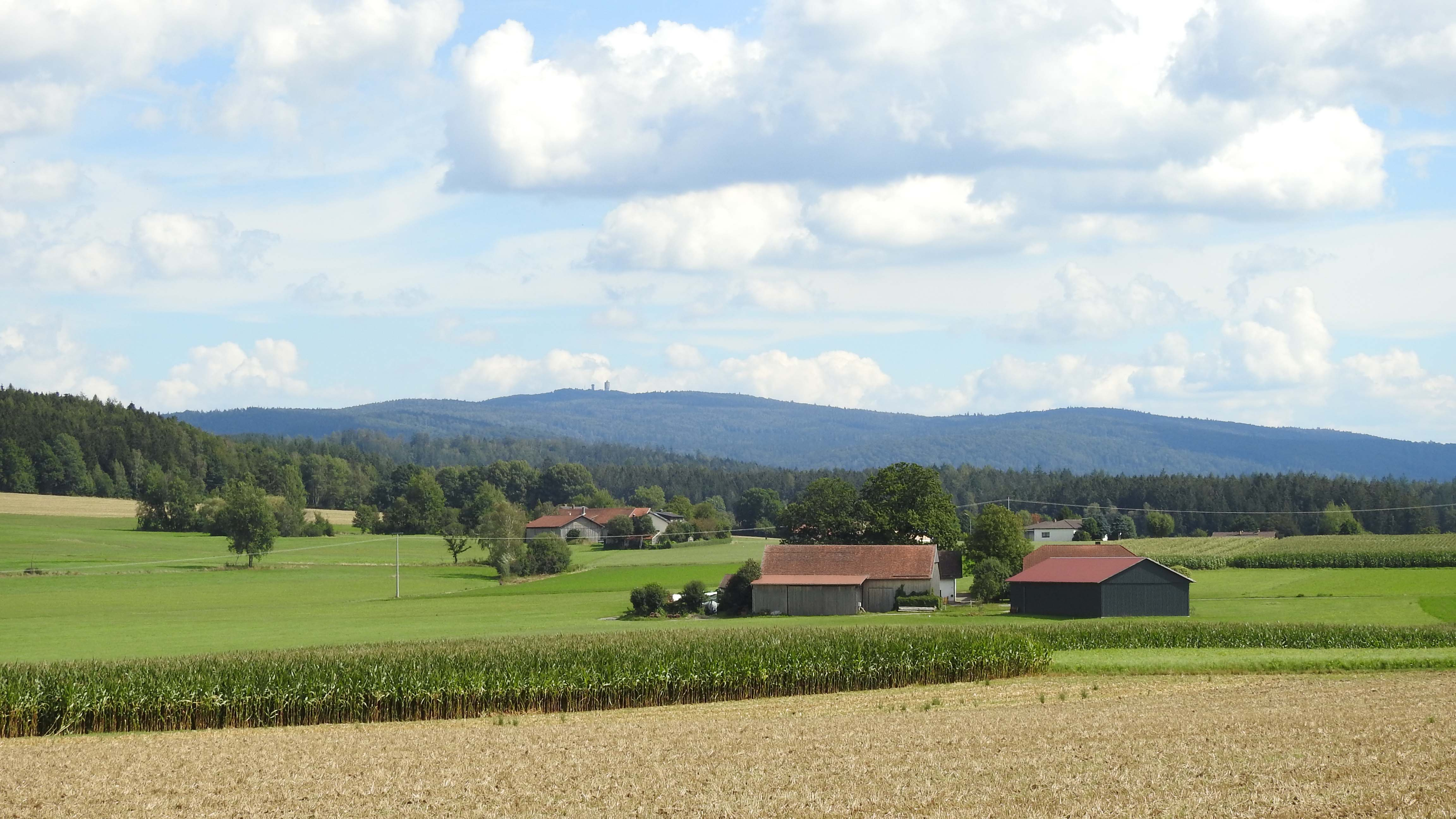
Steffelhof

## Geschichte

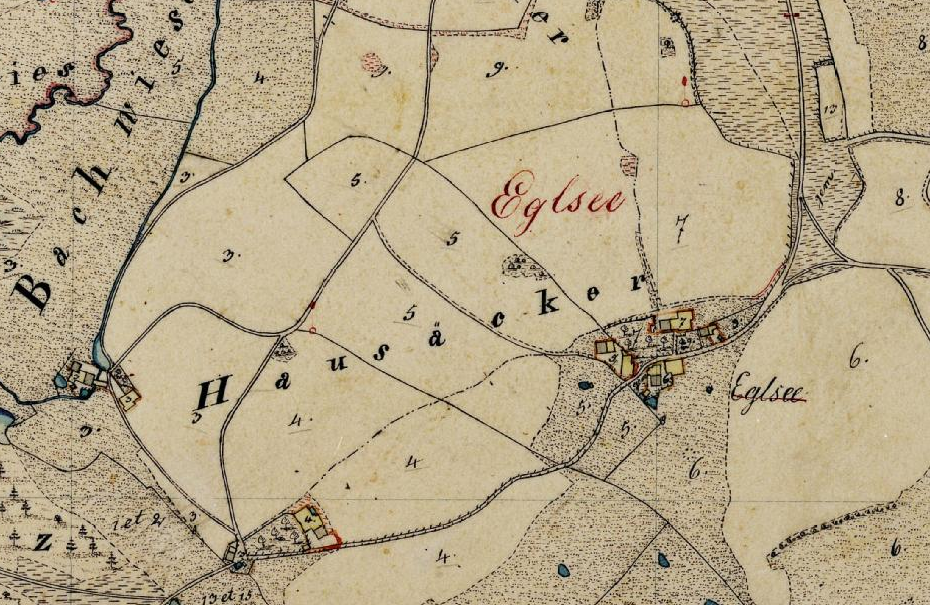
Lageplan von Eglsee (Waldmünchen) auf dem Urkataster von Bayern

Die Siedlung Eglsee (auch: Egllsehe, Egelsehe, Eglsehe, Egelsee) wurde im Jahr 1550 auf der Grenze zwischen der Probstei Biberbach und dem Pflegamt Waldmünchen neu angelegt. Dies führte von Anfang an zum Streit zwischen Biberbach und Waldmünchen. Beide behaupteten die Herrschaft über Eglsee zu haben.
1563 hatte Eglsee eine Mannschaft und gehörte Erb von Walderbach. 1588 gab es in Eglsee 2 Höfe, 5 Güter, 1 Sölde, 1 Mühle, 4 Inwohner. 1596 gehörte in Eglsee ein Gut und eine Sölde zum Kloster Walderbach. 1622 hatte Eglsee 17 Mannschaften, einen Blechhammer und eine Mahlmühle. 1630 wurde Eglsee verzeichnet mit einem Hammergut und einer öden Sölde, 2 Höfen, 6 Gütern, einer Mühle und 6 Inwohnern. Aus einem Bericht des Johann German Barbing an den Kurfürst Ferdinand Maria vom 16. Januar 1666 heißt es: „Eglsee. Dann ist zu E. auf einer Einöd ein Blechhammer, von dem die Hammerhütte und anderes Gebäude, doch allein das bloße Gemäuer, noch zu sehen; das Übrige aber schon vor 50 Jahren alles zu grunde gegangen, so jetzt ein Bauer inne hat, der das bloße Haus noch in Würde hält. Mit dem ‚Arzt‘ hat es obige Beschaffenheit.“
1703 gab es in Eglsee einen Hof und 9 Güter. 1755 wurden in Eglsee das Hammergut des Baron von Guggenmos und 10 Anwesen aufgeführt.
1808 hatte Eglsee 11 Anwesen, darunter ein Hammergut, eine Mühle mit Schneidsäge und zwei Weber. Der Besitzer des Hammergutes war Herr von Reisach auf Treffelstein.
1808 wurde die Verordnung über das allgemeine Steuerprovisorium erlassen. Mit ihr wurde das Steuerwesen in Bayern neu geordnet und es wurden Steuerdistrikte gebildet. Dabei kam Eglsee zum Steuerdistrikt Schäferei. Der Steuerdistrikt Schäferei bestand aus den Dörfern Eglsee, Hocha, Schäferei, Spielberg, dem Weiler Kümmersmühle und den Einöden Haidhof und Lintlhammer.
Die kommunale Reform, die 1808 begann, hatte eigentlich das Ziel, kommunale Einheiten zu bilden, bei denen politische Gemeinde, Steuerdistrikt, Schul- und Pfarrsprengel zusammen fielen. Dies gelang nicht.
1820 wurden im Landgericht Waldmünchen 46 Ruralgemeinden gebildet im Gegensatz zu 21 Steuerdistrikten. Diese starke Aufgliederung ging von den Gemeinden selbst aus, die ihre Eigenständigkeit bewahren wollten. Hierbei wurde Eglsee Ruralgemeinde, zu der Eglsee mit 17 Familien und Steffelhof mit 3 Familien gehörten.
In den folgenden Jahren wurde auch von den Gemeinden die allzustarke Zersplitterung bedauert und es entstand das Bestreben mehrere sehr kleine Gemeinden zusammenzulegen. Dabei wurde 1830 die Gemeinde Eglsee in die Gemeinde Spielberg eingegliedert. Die Gemeinde Spielberg bestand nun aus den Dörfern Spielberg mit 19 Familien und Eglsee (einschließlich Steffelhof) mit 20 Familien und der Einöde Haidhof mit 3 Familien. Steffelhof wurde nun nicht mehr als benannter Ortsteil aufgeführt.
1972 wurde die Gemeinde Spielberg aufgelöst und in die Stadt Waldmünchen eingegliedert.
Eglsee gehört zur Pfarrei Ast. 1997 hatte Eglsee 61 Katholiken.

## Einwohnerentwicklung ab 1820
| Jahr | Einwohner   | Gebäude |
| ---- | ----------- | ------- |
| 1820 | 17 Familien | k. A.   |
| 1838 | 97          | 14      |
| 1861 | 121         | 26      |
| 1871 | 99          | 54      |
| 1885 | 107         | 14      |
| 1900 | 101         | 15      |
| 1913 | 96          | 14      |

| Jahr | Einwohner | Gebäude |
| ---- | --------- | ------- |
| 1925 | 95        | 15      |
| 1950 | 91        | 14      |
| 1961 | 65        | 14      |
| 1970 | 70        | k. A.   |
| 1987 | 61        | 14      |
| 2011 | 49        | k. A.   |

## Sehenswürdigkeiten
In Eglsee, Hausnummer 12, steht ein denkmalgeschütztes Waldlerhaus aus dem 19. Jahrhundert mit der Denkmalnummer D-3-72-171-54. Es handelt sich um einen eingeschossigen und traufständigen Flachsatteldachbau mit Blockbau-Kniestock.